# Festival di Berlino 1982

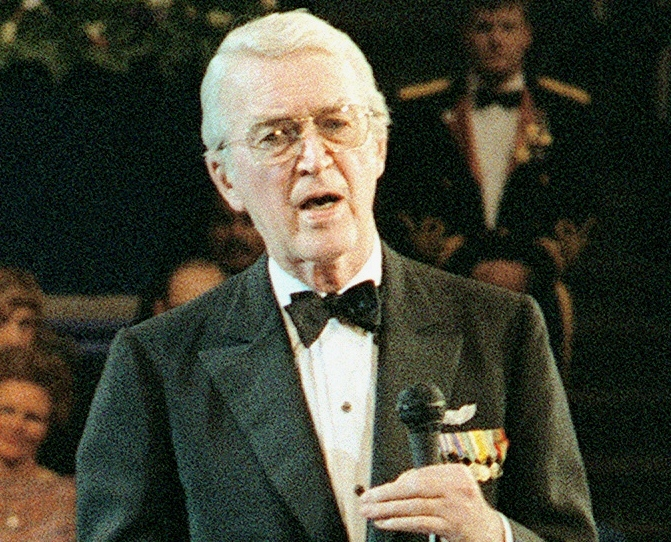
L'attore James Stewart, premiato con il primo Orso d'oro alla carriera.

La 32ª edizione del Festival internazionale del cinema di Berlino si è svolta a Berlino dal 12 al 23 febbraio 1982, con lo Zoo Palast come sede principale. Direttore del festival è stato per il terzo anno Moritz de Hadeln.
L'Orso d'oro è stato assegnato al film tedesco Veronika Voss di Rainer Werner Fassbinder.
L'Orso d'oro alla carriera, introdotto in questa edizione per la prima volta, è stato assegnato all'attore statunitense James Stewart al quale è stata dedicata la sezione Homage.
In questa edizione sono stati assegnati per la prima volta anche il premio CICAE, conferito dalla Confédération internationale des cinémas d'art et d'essai, e il premio UNICEF, riservato alla sezione "Kinderfilmfest".
Il festival è stato aperto dal film Mille miliardi di dollari di Henri Verneuil, proiettato fuori concorso.
Le retrospettive di questa edizione sono state dedicate al cineasta tedesco naturalizzato statunitense Curtis Bernhardt e alle produzioni per ragazzi della Deutsche Film AG degli anni 50-70.

## Storia
(Helma Sanders-Brahms, regista e membro della giuria, nel suo rapporto di chiusura del festival)
Il desiderio di tornare al glamour che secondo alcuni degli addetti ai lavori mancava ormai da troppo tempo fu in parte compensato dal gran numero di ospiti famosi che sfilarono alla 32ª Berlinale, tra cui Lino Ventura, Jeanne Moreau, Claudia Cardinale, Franco Nero, Sally Field, Lilli Palmer, Michel Piccoli e Ingrid Thulin. La presenza di James Stewart, accolto con una standing ovation dagli spettatori dello Zoo Palast, e della presidente di giuria Joan Fontaine che nel 1951 aveva aperto la prima edizione con Rebecca - La prima moglie di Alfred Hitchcock, contribuirono a ricordare a tutti lo splendore dei primi anni.
Il peso dell'industria sul Festival di Berlino e i tentativi di influenzare il programma da parte di multinazionali, produttori e distributori si rivelò quest'anno soprattutto in due casi. La Gaumont impedì la proiezione come film di chiusura di La montagna incantata di Hans W. Geißendörfer contro la volontà dei co-produttori tedeschi, mentre la première di Dolci ore di Carlos Saura venne annullata a causa della pressione del co-produttore francese Jacques Roitfeld, che preferì mostrarlo durante un omaggio al regista spagnolo al Festival di Cannes.
Il cinema statunitense sembrò mostrare un rinnovato interesse per la Berlinale, che soprattutto nel Forum incluse film indipendenti e underground tra cui alcune opere di Amos Poe, mentre l'Info-Schau assunse un carattere più innovativo sotto la direzione di Manfred Salzgeber e Wieland Speck e fu dominato dal cinema asiatico e da una nuova generazione di registi provenienti da Corea, Hong Kong, Cina e Indonesia. Nella stessa sezione venne mostrata una retrospettiva del regista e sceneggiatore austriaco Alf Brustellin, deceduto nel novembre 1981 in un incidente d'auto, introdotta dagli amici e colleghi Bernhard Sinkel e Ula Stöckl.
Ma l'edizione del 1982 fu segnata soprattutto dalla Germania Ovest, presente con circa novanta produzioni tra cui due lungometraggi in concorso e tre fuori concorso. Dopo il boicottaggio minacciato l'anno precedente, i registi tedeschi instaurarono un dialogo con la direzione grazie anche a Heinz Badewitz, responsabile per la serie del Nuovo cinema tedesco al quale Moritz de Hadeln dette maggiore autorità e il compito di mediare tra le parti. L'Orso d'oro a Veronika Voss di Rainer Werner Fassbinder, che già due volte in passato era uscito a mani vuote nonostante il favore dei pronostici con Effi Briest (1974) e Il matrimonio di Maria Braun (1979), fu considerato una sorta di risarcimento da molti osservatori.

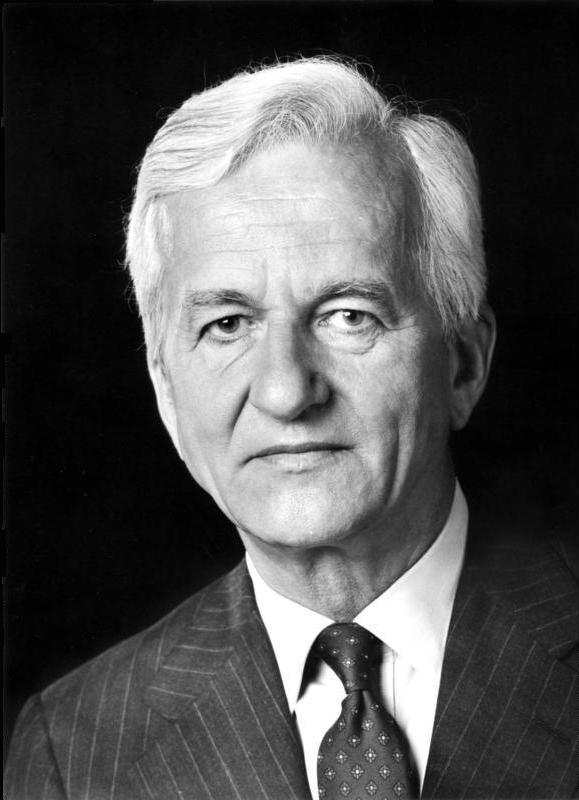
Il sindaco di Berlino Ovest Richard von Weizsäcker.

Così come già avvenuto nel recente passato, la fase di preparazione della Berlinale fu caratterizzata da aspre polemiche che quest'anno originarono dal rifiuto di de Hadeln di proiettare come film d'apertura Fuga nella notte diretto da Delbert Mann, la vera storia di due famiglie fuggite dalla Germania Est nel 1979 con una mongolfiera. Preoccupato per il contenuto della pellicola, che era certo avrebbe creato malumori nella DDR, il direttore fece riferimento alle linee guida della FIAPF che non permettevano la proiezione di film "diretti contro altri Paesi partecipanti al festival" e nel gennaio 1982 comunicò la decisione al produttore Hellmuth P. Gattinger, presidente della Centfox-Film GmbH.
Quest'ultimo fece ricorso ad una campagna diffamatoria attraverso le pubblicazioni del gruppo editoriale conservatore Axel Springer SE, che accusarono de Hadeln di "ossequiosità" verso la Germania Est e "vigliaccheria di fronte al nemico". Su Welt am Sonntag il giornalista e cineasta Will Tremper scrisse che il Festival di Berlino si era «deteriorato in un noioso luogo d'incontro per le ideologie all'ombra della distensione» e lo stesso Gattinger inserì un annuncio sulla rivista Filmecho/Filmwoche che affermava: «Il signor de Hadeln non storce il naso per niente tranne che per le grida di aiuto dei perseguitati, perché è di questo che parla il film».
Inoltre, da quando il panorama politico si era spostato a favore della CDU la campagna era stata appoggiata dal Senato di Berlino e l'idoneità di de Hadeln, che era stato nominato sotto un'amministrazione socialdemocratica, fu nuovamente messa in discussione. A suo favore si schierarono il segretario di stato liberale Andreas von Schoeler, che definì le critiche «un violento attacco alla libertà dell'arte e della cultura garantite dall'articolo 5 della Costituzione», e il sindaco Richard von Weizsäcker che dichiarò: «Quando si tratta di film da tutte le aree del mondo, in senso geografico, politico e culturale, la direzione deve costantemente affrontare nuovi e grandi problemi. La direzione dominerà questi problemi se sarà in grado di essere indipendente e se la sua indipendenza sarà rispettata».
Alla fine de Hadeln riuscì ancora una volta a conquistare la fiducia dei suoi colleghi e il rispetto di alcuni dei suoi detrattori. La proiezione di Fuga nella notte, sponsorizzata dalla Springer, si svolse contemporaneamente alla cerimonia di apertura ma fu ignorata da molti dei presenti al festival.

## Giuria internazionale
- Joan Fontaine, attrice (Stati Uniti) - Presidente di giuria[11]
- Vladimir Baskakov, cineasta, scrittore e politico (Unione Sovietica)
- Brigitte Fossey, attrice (Francia)
- Joe Hembus, critico cinematografico e storico del cinema (Germania Ovest)
- László Lugossy, regista (Ungheria)
- Gian Luigi Rondi, critico cinematografico (Italia)
- Helma Sanders-Brahms, regista, sceneggiatrice e produttrice (Germania Ovest)
- Mrinal Sen, regista, sceneggiatore e produttore (India)
- David Stratton, critico cinematografico e storico del cinema (Australia)

## Selezione ufficiale

### In concorso
- 4 Km, regia di Juan A. Gamero (Spagna)
- Amores de Salazar, regia di Manuel Carvalheiro (Portogallo)
- L'Amour des femmes, regia di Michel Soutter (Svizzera, Francia)
- An einem Februarvormittag, regia di Gunther Scholz (Germania Est)
- Beyroutou el lika, regia di Borhane Alaouié (Libano, Tunisia, Belgio)
- Camilla Horn sieht sich als Gretchen in Murnaus Stummfilm Faust, regia di Hedda Rinneberg e Hans Sachs (Germania Ovest)
- Catch As Catch Can, regia di Dietmar Buchmann (Germania Ovest)
- Cher Alexandre, regia di Ann Le Monnier (Francia)
- Curumins & Cunhantãs, regia di Regina Jeha (Brasile)
- Départ, regia di Dominique Loreau e Philippe Simon (Belgio)
- Deposito per un anno (Bürgschaft für ein Jahr), regia di Herrmann Zschoche (Germania Est)
- Eine deutsche Revolution, regia di Helmut Herbst (Germania Ovest)
- Diritto di cronaca (Absence of Malice), regia di Sydney Pollack (Stati Uniti)
- Dreszcze, regia di Wojciech Marczewski (Polonia)
- E, regia di Bretislav Pojar (Canada)
- Den enfaldige mördaren, regia di Hans Alfredson (Svezia)
- Fiesta Grande, regia di Alberto Teira Mayolini (Spagna)
- Genius of Love, regia di Annabel Jankel e Rocky Morton (Regno Unito)
- Gioco in villa (Une étrange affaire), regia di Pierre Granier-Deferre (Francia)
- Der grüne Max, regia di Werner Klett e Fritz Illing (Germania Ovest)
- The Killing of Angel Street, regia di Donald Crombie (Australia)
- Koko Pops, regia di Antoinette Starkiewicz (Australia)
- Loutka, prítel cloveka, regia di Ivan Renc (Cecoslovacchia)
- Il marchese del Grillo, regia di Mario Monicelli (Italia, Francia)
- Muzhyki, regia di Iskra Babich (Unione Sovietica)
- Nihon no atsui hibi bôsatsu: Shimoyama jiken, regia di Kei Kumai (Giappone)
- Om natten, regia di Lennart Gustafsson (Svezia)
- La ragazza dai capelli rossi (Het meisje met het rode haar), regia di Ben Verbong (Paesi Bassi)
- Le ravissement de Frank N. Stein, regia di Georges Schwizgebel (Svizzera)
- Requiem, regia di Zoltán Fábri (Ungheria)
- Romanze mit Amelie, regia di Ulrich Thein (Germania Est)
- Die Rückkehr des winkenden Mädchens, regia di Gunter W. Rometsch (Germania Ovest)
- Saraba itoshiki daichi, regia di Mitsuo Yanagimachi (Giappone)
- I tre monaci (San ge he shang), regia di Ah Da (Cina)
- Tzlila Chozeret, regia di Shimon Dotan (Israele)
- Umbra, regia di Jörg Moser-Metius (Germania Ovest)
- (An Unsuitable Job for a Woman, regia di Christopher Petit (Regno Unito)
- Veronika Voss (Die Sehnsucht der Veronika Voss), regia di Rainer Werner Fassbinder (Germania Ovest)
- Xiāng Qíng, regia di Hu Bingliu e Jin Wang (Cina)

### Fuori concorso
- Butterfly - Il sapore del peccato (Butterfly), regia di Matt Cimber (Stati Uniti)
- Colpo di spugna (Coup de torchon), regia di Bertrand Tavernier (Francia)
- Di chi è la mia vita? (Whose Life Is It Anyway?), regia di John Badham (Stati Uniti)
- Feine Gesellschaft - beschränkte Haftung, regia di Ottokar Runze (Germania Ovest)
- Großstadtzigeuner, regia di Irmgard von zur Mühlen (Germania Ovest)
- Kraftprobe, regia di Heidi Genée (Germania Ovest)
- Liebeskonzil, regia di Werner Schroeter (Germania Ovest)
- Mille miliardi di dollari (Mille milliards de dollars), regia di Henri Verneuil (Francia)

### Proiezioni speciali
- Gli anni spezzati (Gallipoli), regia di Peter Weir (Australia)
- Berlino - Sinfonia di una grande città (Berlin: Die Sinfonie der Grosstadt), regia di Walter Ruttmann (Germania)
- Bodas de sangre - Nozze di sangue (Bodas de sangre), regia di Carlos Saura (Spagna, Francia)
- Brusten himmel, regia di Ingrid Thulin (Svezia)
- Gli eletti (The Chosen), regia di Jeremy Kagan (Stati Uniti)
- Guardato a vista (Garde à vue), regia di Claude Miller (Francia)
- Onde (Golven), regia di Annette Apon (Paesi Bassi)
- Rebecca - La prima moglie (Rebecca), regia di Alfred Hitchcock (Stati Uniti)
- Shi zi jie tou, regia di Xiling Shen (Cina)
- Il teatro delle illusioni (Kagerō-za), regia di Seijun Suzuki (Giappone)
- Urgh! A Music War, regia di Derek Burbidge (Regno Unito)
- Vpervje zamužem, regia di Iosif Chejfic (Unione Sovietica)
- The Weavers: Wasn't That a Time, regia di Jim Brown (Stati Uniti)
- Weggehen um anzukommen, regia di Alexandra von Grote (Germania Ovest)
- Zai sheng ren, regia di Yung Wai-chuen (Hong Kong)

### Info-Schau

#### Omaggio a Alf Brustellin
- Berlinger, regia di Alf Brustellin e Bernhard Sinkel (Germania Ovest)
- La cosa d'oro (Das goldene Ding), regia di Alf Brustellin, Nicos Perakis, Edgar Reitz e Ula Stöckl (Germania Ovest)
- Germania in autunno (Deutschland im Herbst), film collettivo (Germania Ovest)
- Geschichten vom Kübelkind, regia di Edgar Reitz e Ula Stöckl (Germania Ovest)
- Kaltgestellt, regia di Bernhard Sinkel (Germania Ovest)
- Kluge Leni und der Löwe, regia di Alf Brustellin (Germania Ovest)
- Lina Braake, regia di Bernhard Sinkel (Germania Ovest)
- Der Mädchenkrieg, regia di Alf Brustellin e Bernhard Sinkel (Germania Ovest)
- Die Stadt der Hunde, regia di Alf Brustellin (Germania Ovest)
- Der Sturz, regia di Alf Brustellin (Germania Ovest)
- Taugenichts, regia di Bernhard Sinkel (Germania Ovest)

#### Altri film
- Ad ovest di Paperino, regia di Alessandro Benvenuti (Italia)
- I Apenanti, regia di George Panoussopoulos (Grecia)
- Atheis, regia di Sjuman Djaya (Indonesia)
- Avskedet, regia di Tuija-Maija Niskanen (Svezia, Finlandia)
- Belladonna, regia di Jytte Rex (Danimarca)
- Chytilová Versus Forman, regia di Věra Chytilová (Belgio)
- Couples and Robbers, regia di Clare Peploe (Regno Unito)
- Il cuore del tiranno (A zsarnok szíve, avagy Boccaccio Magyarországon), regia di Miklós Jancsó (Ungheria, Italia)
- Dirnenschicksal, regia di Christoph Eichhorn (Germania Ovest)
- Dirty Daughters oder Die Hure und der Hurensohn, regia di Dagmar Beiersdorf (Germania Ovest)
- Oi dromoi tis agapis einai nyhterinoi, regia di Frieda Liappa (Grecia)
- Eine Familie Braun, regia di Monique Schwarz (Australia)
- For the Term of His Natural Life, regia di Rob Stewart (Australia)
- Freia und Ferry, regia di Gerd Mölling e Christoph Eichhorn (Germania Ovest)
- Fucking City, regia di Lothar Lambert (Germania Ovest)
- Gadis Penakluk, regia di Edward Pesta Sirait (Indonesia)
- Gekkenbriefje, regia di Olga Madsen (Paesi Bassi)
- Gemischter Salat - French Dressing, regia di Erwin Kneihsl (Germania Ovest)
- Greetings from Washington, D.C., regia di Lucy Winer (Stati Uniti)
- Hard Knocks, regia di Don McLennan (Australia)
- De heilige familie, regia di Roeland Kerbosch (Paesi Bassi)
- Historien om Kim Skov, regia di Hans-Henrik Jørgensen (Danimarca)
- Jonas und der aufrechte Gang, regia di Angelika Kettelhack (Germania Ovest)
- Lawinengefahr, regia di Hans-Peter Böffgen (Germania Ovest)
- Lewat Djam Malam, regia di Usmar Ismail (Indonesia)
- Eine Liebe wie andere auch, regia di Martin Ripkens e Hans Stempel (Germania Ovest)
- Liten Ida, regia di Laila Mikkelsen (Norvegia, Svezia)
- Das Lügenmal, regia di Anna Sokolowsky (Polonia)
- Mandala, regia di Im Kwon-taek (Corea del Sud)
- Matjan Kemajoran, regia di Wim Umboh (Indonesia)
- Menuet, regia di Lili Rademakers (Belgio, Paesi Bassi)
- November 1828, regia di Teguh Karya (Indonesia)
- Øyeblikket, regia di Sverre Udnæs (Norvegia)
- P4W Prison for Women, regia di Janis Cole e Holly Dale (Canada)
- Para Perintis Kemerdekaan, regia di Asrul Sani (Indonesia)
- Perempuan dalam pasungan, regia di Ismail Soebardjo (Indonesia)
- Pictures, regia di Michael Black (Nuova Zelanda)
- Plae kao, regia di Cherd Songsri (Thailandia)
- Quo Vadis, Mikis? - Fragen an Theodorakis, regia di Charlotte Kerr (Germania Ovest)
- Sally och friheten, regia di Gunnel Lindblom (Svezia)
- Seputih hatinya, semerah bibirnya, regia di Slamet Rahardjo (Indonesia)
- Sha Ou, regia di Nuanxing Zhang (Cina)
- Sharing the Secret, regia di John Kastner (Canada)
- Stilt Dancers Of Longbow Village, regia di Carma Hinton e Richard Gordon (Stati Uniti)
- Tina Modotti - Fotografin und Revolutionärin, regia di Marie Bardischewski e Ursula Jeshel (Germania Ovest)
- Usia 18, regia di Teguh Karya (Indonesia)
- Viva Verneuil, regia di Christian Zeender (Svizzera)
- Vous serez heureux, regia di Rafael Nedzynski (Belgio)
- Tuwat, film collettivo (Germania Ovest)
- Wanjia denghuo, regia di Fu Shen (Cina)
- Winter of Our Dreams, regia di John Duigan (Australia)
- Wuya yu maque, regia di Junli Zheng (Cina)
- Yuyun Pasien Rumah Sakit Gila, regia di Arifin C. Noer (Indonesia)
- Zur Besserung der Person, regia di Heinz Bütler (Svizzera)

### Forum internazionale del giovane cinema

#### Programma principale
- De afstand tot dichtbij, regia di Barbara Meter (Paesi Bassi)
- Ashwathama, regia di K.R. Mohanan (India)
- Bayit, regia di Amos Gitai (Israele)
- De beeldenstorm, regia di Johan van der Keuken (Paesi Bassi)
- Das Beil von Wandsbek, regia di Heinrich Breloer e Horst Königstein (Germania Ovest)
- Berliner Stadtbahnbilder, regia di Alfred Behrens (Germania Ovest)
- Bhavni Bhavai, regia di Ketan Mehta (India)
- Circus Riders, regia di Martha Haslanger (Stati Uniti)
- The Cold Eye (My Darling, Be Careful), regia di Babette Mangolte (Stati Uniti)
- Daughters of Chaos, regia di Marjorie Keller (Stati Uniti)
- La decisión de vencer (Los primeros frutos), regia di Guillermo Escalon e Manuel Porto (El Salvador)
- El Salvador: Another Vietnam, regia di Glenn Silber e Teté Vasconcellos (Stati Uniti)
- L'Enfance nue, regia di Maurice Pialat (Francia)
- En résidence surveillée, regia di Paulin Vieyra (Senegal)
- Etwas wird sichtbar, regia di Harun Farocki (Germania Ovest)
- Fermata Etna, regia di Klaus-Michael Grüber (Italia, Francia, Canada, Svizzera)
- Flüchtige Bekanntschaften, regia di Marianne Lüdcke (Germania Ovest)
- Francisca, regia di Manoel de Oliveira (Portogallo)
- Guambianos, regia di Wolfgang Tirado e Jackie Reiter (Colombia, Regno Unito)
- La guerre d'un seul homme, regia di Edgardo Cozarinsky (Francia, Germania Ovest)
- L'homme fragile, regia di Claire Clouzot (Francia)
- A Idade da Terra, regia di Glauber Rocha (Brasile)
- Im Land meiner Eltern, regia di Jeanine Meerapfel (Germania Ovest)
- In Our Water, regia di Meg Switzgable (Stati Uniti)
- In the Bag, regia di Amy Taubin (Stati Uniti)
- Keine Startbahn West - Eine Region wehrt sich, film collettivo (Germania Ovest)
- Krizno obdobje, regia di Franci Slak (Jugoslavia)
- Le lapin à deux têtes, regia di Joseph Morder (Francia)
- Lebensläufe, regia di Winfried Junge (Germania Est)
- Lenz , regia di Alexandre Rockwell (Stati Uniti)
- Das letzte Loch, regia di Herbert Achternbusch (Germania Ovest)
- Logik des Gefühls, regia di Ingo Kratisch (Germania Ovest)
- Løperjenten, regia di Vibeke Løkkeberg (Norvegia)
- Macumba, regia di Elfi Mikesch (Germania Ovest)
- Mein Vater, regia di Fritz Poppenberg (Germania Ovest)
- La moglie dell'aviatore (La femme de l'aviateur), regia di Éric Rohmer (Francia)
- Nárcisz és Psyché, regia di Gábor Bódy (Ungheria)
- Nightshift, regia di Robina Rose (Regno Unito)
- Normalsatz, regia di Heinz Emigholz (Germania Ovest)
- Nuestra voz de tierra, memoria y futuro, regia di Marta Rodríguez e Jorge Silva (Colombia)
- Pastorale (Pastorali), regia di Otar Ioseliani (Unione Sovietica)
- Peter Murray, regia di Herbert Di Gioia e David Hancock (Stati Uniti)
- Regentropfen, regia di Michael Hoffmann e Harry Raymon (Germania Ovest)
- Reisender Krieger, regia di Christian Schocher (Svizzera)
- Retour d'un Repere, regia di Rose Lowder (Francia)
- Rote Liebe, regia di Rosa von Praunheim (Germania Ovest)
- Sacrifice Area, regia di Ernie Damen e Otto Schuurman (Paesi Bassi)
- The Second Journey (To Uluru), regia di Arthur e Corinne Cantrill (Australia)
- So That You Can Live, regia di Cinema Action (Regno Unito)
- The Spirit Moves: A History of Black Social Dance on Film, regia di Mura Dehn (Stati Uniti)
- De stilte rond Christine M., regia di Marleen Gorris (Paesi Bassi)
- A tanú, regia di Péter Bacsó (Ungheria)
- Theater in Trance, regia di Rainer Werner Fassbinder (Germania Ovest)
- Transes, Reiter auf dem toten Pferd, regia di Clemens Klopfenstein (Svizzera)
- Traveller, regia di Joe Comerford (Irlanda)
- Troppo presto, troppo tardi (Trop tôt/Trop tard), regia di Jean-Marie Straub e Danièle Huillet (Francia, Egitto)
- Von Richtern und anderen Sympathisanten, regia di Axel Engstfeld (Germania Ovest)
- Wadi, regia di Amos Gitai (Israele)
- Waldi, regia di Reinhard Kahn e Michael Leiner (Germania Ovest)
- Who Shall Live and Who Shall Die?, regia di Laurence Jarvik (Stati Uniti)
- Winterstadt, regia di Bernhard Giger (Svizzera)
- Zechmeister, regia di Angela Summereder e Elfi Mikesch (Austria)
- Zeichen und Wunder, regia di Niklaus Schilling (Germania Ovest)

- Film di Jakov Protazanov
- Belyj orël, regia di Jakov Protazanov (Unione Sovietica)
- Don Diego i Pelageja, regia di Jakov Protazanov (Unione Sovietica)
- Prazdnik svjatogo Iorgena, regia di Jakov Protazanov e Porfirij Podobed (Unione Sovietica)
- Sorok pervyj, regia di Jakov Protazanov (Unione Sovietica)
- Tommi, regia di Jakov Protazanov (Unione Sovietica)

- Documentari di Pier Paolo Pasolini
- Appunti per un'Orestiade africana, regia di Pier Paolo Pasolini (Italia)
- Comizi d'amore, regia di Pier Paolo Pasolini (Italia)
- La rabbia, regia di Giovannino Guareschi e Pier Paolo Pasolini (Italia)
- Sopralluoghi in Palestina per il Vangelo secondo Matteo, regia di Pier Paolo Pasolini (Italia)

- Film di Marguerite Duras
- Agatha et les lectures illimitées, regia di Marguerite Duras (Francia)
- L'Homme atlantique, regia di Marguerite Duras (Francia)

- Film di Amos Poe
- The Foreigner, regia di Amos Poe (Stati Uniti)
- Subway Riders, regia di Amos Poe (Stati Uniti)
- Unmade Beds, regia di Amos Poe (Stati Uniti)

#### Il Nuovo cinema tedesco
- Amphitryon, regia di Michael de Groot (Germania Ovest)
- Anni di piombo, regia di Margarethe von Trotta (Germania Ovest)
- Die Berührte, regia di Helma Sanders-Brahms (Germania Ovest)
- Céleste, regia di Percy Adlon (Germania Ovest)
- Desperado City, regia di Vadim Glowna (Germania Ovest)
- La Ferdinanda: Sonate für eine Medici-Villa, regia di Rebecca Horn (Germania Ovest)
- Freak Orlando, regia di Ulrike Ottinger (Germania Ovest)
- Frohes Fest, regia di George Tabori (Germania Ovest)
- Das Haus im Park, regia di Aribert Weis (Germania Ovest)
- Highway 40 West, regia di Hartmut Bitomsky (Germania Ovest, Stati Uniti)
- L'inganno (Die Fälschung), regia di Volker Schlöndorff (Germania Ovest, Francia)
- Jede Menge Kohle, regia di Adolf Winkelmann (Germania Ovest)
- Malou, regia di Jeanine Meerapfel (Germania Ovest)
- Der Mann im Pyjama, regia di Christian Rateuke e Hartmann Schmige (Germania Ovest)
- Marmor, Stein und Eisen bricht, regia di Hans-Christof Stenzel (Germania Ovest)
- Nach Mitternacht, regia di Wolf Gremm (Germania Ovest)
- Neonstadt, di registi vari (Germania Ovest)
- Der subjektive Faktor, regia di Helke Sander (Germania Ovest)
- Storie dai villaggi dell'Hunsruck (Geschichten aus den Hunsrückdörfern), regia di Edgar Reitz (Germania Ovest)
- U-Boot 96 (Das Boot), regia di Wolfgang Petersen (Germania Ovest)
- Unsere Leichen leben noch, regia di Rosa von Praunheim (Germania Ovest)
- Vor den Vätern sterben die Söhne, regia di Claudia Holldack (Germania Ovest)
- Witzleben, regia di Hellmuth Costard e Jürgen Ebert (Germania Ovest)
- Wochenend, regia di Wolfram Paulus (Austria)

### Kinderfilmfest
- Bananen-Paul, regia di Richard Claus (Germania Ovest)
- Der Dicke und ich, regia di Karl-Heinz Lotz (Germania Est)
- Friend or Foe, regia di John Krish (Regno Unito)
- La gallina nera (Chyornaya kuritsa, ili Podzemnye zhiteli), regia di Viktor Gres (Unione Sovietica)
- Ibo ile Güllüsah, regia di Atif Yilmaz (Turchia)
- Jen si tak trochu pisknout, regia di Karel Smyczek (Cecoslovacchia)
- Kanka do pohádky, regia di Ota Koval (Cecoslovacchia)
- Kinder von Nord-Ost, regia di Günter Jordan (Germania Est)
- Lerchenlieder, regia di Jochen Kraußer (Germania Est)
- Matagi, regia di Toshio Gotō (Giappone)
- Rasmus på luffen, regia di Olle Hellbom (Svezia)
- Die rote Schlange, regia di Wojciech Fiwek (Polonia)
- Tarzan di gomma (Gummi-Tarzan), regia di Søren Kragh-Jacobsen (Danimarca)
- Zeppelin la casa sull'albero (Zeppelin), regia di Lasse Glomm (Norvegia)

### Homage
- Anatomia di un omicidio (Anatomy of a Murder), regia di Otto Preminger (Stati Uniti)
- L'aquila solitaria (The Spirit of St. Louis), regia di Billy Wilder (Stati Uniti)
- Chiamate Nord 777 (Call Northside 777), regia di Henry Hathaway (Stati Uniti)
- Nata per danzare (Born to Dance), regia di Roy Del Ruth (Stati Uniti)
- Partita d'azzardo (Destry Rides Again), regia di George Marshall (Stati Uniti)
- Il ritorno del campione (The Stratton Story), regia di Sam Wood (Stati Uniti)
- Scandalo a Filadelfia (The Philadelphia Story), regia di George Cukor (Stati Uniti)
- Scrivimi fermo posta (The Shop Around the Corner), regia di Ernst Lubitsch (Stati Uniti)
- Lo sperone nudo (The Naked Spur), regia di Anthony Mann (Stati Uniti)
- La storia di Glenn Miller (The Glenn Miller Story), regia di Anthony Mann (Stati Uniti)
- L'uomo che uccise Liberty Valance (The Man Who Shot Liberty Valance), regia di John Ford (Stati Uniti)
- La vita è meravigliosa (It's a Wonderful Life), regia di Frank Capra (Stati Uniti)
- Winchester '73, regia di Anthony Mann (Stati Uniti)

### Retrospettive

#### Insurrection of Emotions: Curtis Bernhardt
- L'ambiziosa (Payment on Demand), regia di Curtis Bernhardt (Stati Uniti)
- L'anima e il volto (A Stolen Life), regia di Curtis Bernhardt (Stati Uniti)
- Anime in delirio (Possessed), regia di Curtis Bernhardt (Stati Uniti)
- Appassionatamente (Devotion), regia di Curtis Bernhardt (Stati Uniti)
- Damasco '25 (Sirocco), regia di Curtis Bernhardt (Stati Uniti)
- Il dottore e la ragazza (The Doctor and the Girl), regia di Curtis Bernhardt (Stati Uniti)
- Enigma (Die Frau, nach der man sich sehnt), regia di Kurt Bernhardt (Germania)
- Gaby, regia di Curtis Bernhardt (Stati Uniti)
- Il grande agguato (Der Rebell), regia di Kurt Bernhardt, Edwin H. Knopf e Luis Trenker (Germania)
- Ho sposato 40 milioni di donne (Kisses for My President), regia di Curtis Bernhardt (Stati Uniti)
- Juke Girl, regia di Curtis Bernhardt (Stati Uniti)
- Kinderseelen klagen euch an, regia di Kurt Bernhardt (Germania)
- Lord Brummell (Beau Brummell), regia di Curtis Bernhardt (Regno Unito, Stati Uniti)
- Million Dollar Baby, regia di Curtis Bernhardt (Stati Uniti)
- La muraglia delle tenebre (High Wall), regia di Curtis Bernhardt (Stati Uniti)
- My Love Came Back, regia di Kurt Bernhardt (Stati Uniti)
- Nebbie (Conflict), regia di Curtis Bernhardt (Stati Uniti)
- Notti sul Bosforo (Der Mann, der den Mord beging), regia di Kurt Bernhardt (Germania)
- Oltre il destino (Interrupted Melody), regia di Curtis Bernhardt (Stati Uniti)
- Pioggia (Miss Sadie Thompson), regia di Curtis Bernhardt (Stati Uniti)
- Più forte dell'amore (The Blue Veil), regia di Curtis Bernhardt (Stati Uniti)
- Quella di cui si mormora (My Reputation), regia di Curtis Bernhardt (Stati Uniti)
- Schinderhannes, regia di Kurt Bernhardt (Germania)
- La signora dai capelli rossi (Lady with Red Hair), regia di Kurt Bernhardt (Stati Uniti)
- Il tunnel (Der Tunnel), regia di Kurt Bernhardt (Germania, Francia)
- L'ultima compagnia (Die letzte Kompagnie), regia di Kurt Bernhardt (Germania)
- L'ultimo forte (Das letzte Fort), regia di Kurt Bernhardt (Germania)
- Die Waise von Lowood, regia di Kurt Bernhardt (Germania)

#### East German Children’s Films
- Cheyenne, il figlio del serpente (Die Söhne der großen Bärin), regia di Josef Mach (Germania Est, Jugoslavia)
- Ehret die Frauen, regia di Klaus Georgi e Otto Sacher (Germania Est)
- Die Fahrt nach Bamsdorf, regia di Konrad Petzold (Germania Est)
- Ikarus, regia di Heiner Carow (Germania Est)
- Das kalte Herz, regia di Paul Verhoeven (Germania Est)
- Mohr und die Raben von London, regia di Helmut Dziuba (Germania Est)
- Das Pferdemädchen, regia di Egon Schlegel (Germania Est)
- Philipp, der Kleine, regia di Herrmann Zschoche (Germania Est)
- Die Reise nach Sundevit, regia di Heiner Carow (Germania Est)
- Sie nannten ihn Amigo, regia di Heiner Carow (Germania Est)
- Der tapfere Schulschwänzer, regia di Winfried Junge (Germania Est)
- Vater als Studienhilfe, regia di Otto Sacher (Germania Est)
- Vaters große Liebe, regia di Klaus Georgi (Germania Est)
- Vater und die Mathematik, regia di Otto Sacher (Germania Est)
- Wie heiratet man einen König?, regia di Rainer Simon (Germania Est)

## Premi

### Premi della giuria internazionale
- Orso d'oro: Veronika Voss di Rainer Werner Fassbinder
- Menzione speciale: Diritto di cronaca di Sydney Pollack, Muzhyki di Iskra Babich e The Killing of Angel Street di Donald Crombie
- Orso d'argento, gran premio della giuria: Dreszcze di Wojciech Marczewski
- Orso d'argento per il miglior regista: Mario Monicelli per Il marchese del Grillo
- Orso d'argento per la migliore attrice: Katrin Sass, per Deposito per un anno di Herrmann Zschoche
- Orso d'argento per il miglior attore: ex aequo Michel Piccoli, per Gioco in villa di Pierre Granier-Deferre e Stellan Skarsgård, per Den enfaldige mördaren di Hans Alfredson
- Orso d'argento per il miglior contributo singolo: Zoltán Fábri, per la sceneggiatura di Requiem
- Orso d'oro per il miglior cortometraggio: Loutka, prítel cloveka di Ivan Renc
- Orso d'argento, premio della giuria (cortometraggi): Bao Lei per la sceneggiatura di I tre monaci di Ah Da

### Premi onorari
- Orso d'oro alla carriera: James Stewart

### Premi delle giurie indipendenti
- Premio FIPRESCI: Dreszcze di Wojciech Marczewski
Premio FIPRESCI (Forum): ex aequo Pastorale di Otar Ioseliani, Lebensläufe di Winfried Junge e Nuestra voz de tierra, memoria y futuro di Marta Rodríguez e Jorge Silva
- Premio OCIC: Deposito per un anno di Herrmann Zschoche
Raccomandazione speciale: Den enfaldige mördaren di Hans Alfredson
Premio OCIC (Forum): Nuestra voz de tierra, memoria y futuro di Marta Rodríguez e Jorge Silva
Menzione d'onore (Forum): Pastorale di Otar Ioseliani
- Premio INTERFILM Otto Dibelius:[12] Gioco in villa di Pierre Granier-Deferre
Raccomandazione: Dreszcze di Wojciech Marczewski
Premio INTERFILM Otto Dibelius (cortometraggi): E di Bretislav Pojar
Premio INTERFILM Otto Dibelius (Forum): Lebensläufe di Winfried Junge
- Premio CICAE Art Cinema: Dreszcze di Wojciech Marczewski
- Premio CIDALC: Den enfaldige mördaren di Hans Alfredson
Menzione d'onore: Le ravissement de Frank N. Stein di Georges Schwizgebel
- Premio UNICEF: Tarzan di gomma di Søren Kragh-Jacobsen
Menzione d'onore: Bananen-Paul di Richard Claus e Matagi di Toshio Gotō

### Premi dei lettori
- Premio dei lettori della Berliner Morgenpost: Diritto di cronaca di Sydney Pollack